# 3rd Super Robot Wars
3rd Super Robot Wars (第3次スーパーロボット大戦?) var det tredje spelet i serien Super Robot Wars och det första på Super Nintendo Entertainment System, publicerat den 23 juli 1993. Senare släpptes spelet på Playstation den 10 juni 1999 som en del av samlingen "Super Robot Wars Complete Box".